# Polycarpa gradata
Polycarpa gradata är en sjöpungsart som beskrevs av Monniot 2002. Polycarpa gradata ingår i släktet Polycarpa och familjen Styelidae. Inga underarter finns listade i Catalogue of Life.